# Плетньова Ольга Едуардівна
Ольга Едуардівна Плетньова (рос. Плетнёва, Ольга Эдуардовна) (нар. 10 вересня 1962, Комсомольське) — російська актриса театру, кіно і дубляжу.

## Біографія
Народилася 10 вересня 1962 року і виросла в Україні, в місті Комсомольське, Донецька область. Батьки ніякого відношення до мистецтва не мали, але батько писав вірші.
Навчалася в ГІТІСі, на режисерському факультеті, в акторській групі (худ. кер. Леонід Хейфец). Серед її однокурсників були Сергій Ткачов, Павло Поймалов і Наталія Корогодова. Закінчила в 1992 році. Навчаючись на третьому курсі, знялася у фільмі «Захисник» (Білорусьфільм).
З середини 1990-х займається дубляжем і закадровим озвучуванням.
На дубляж потрапила випадково. Її запросила Віра Сторожева на озвучування в студію «Варус-Відео». Ользі пропонували роботу в аспірантурі на кафедрі сценічної мови в ГІТІСі, але вона відмовилася. Пізніше її стали запрошувати на інші ролі в дубляжі і озвучуванні Володимир Ферапонтов, Ярослава Турилева і Леонід Белозорович.
Була артисткою театру «Лабораторія» (Москва), але в 2004 році, на користь дубляжу, пішла з театру через велику зайнятість у ньому (20 вистав на місяць).
Брала активну участь у дубляжі і озвучуванні іноземних фільмів і серіалів. Її голосом говорять багато актрис Голлівуду, такі як Моніка Беллуччі, Кім Бейсінгер, Кейт Бланшетт, Сандра Буллок, Мілла Йовович, Ума Турман, Кетрін Зета-Джонс та ін. Деякий час на озвучуванні працювала режисером. Проте в даний час Ольга рідше бере участь у дубляжі, тому що, як стверджує, йде пошук нових голосів.
У Ольги Едуардівни є син, за даними на 2013 рік студент РДГУ (філософський факультет).
8 квітня 2017 року Ольга Плетньова взяла участь як читець в акції «Тотальний диктант», у центральній бібліотеці № 190 (р. Москва).

## Фільмографія
- 1991 — Захисник
- 1993 — Змова скурлатаев — Антоніо
- 1995 — Панночка-селянка — епізод
- 2007 — Зрозуміти. Пробачити
- 2011 — Слід — Ольга Кирилівна (768 серія «Смертельна пастка»)

## Озвучування і дубляж

#### Ума Турман
- 2018 — Будинок, який побудував Джек — жінка № 1
- 2018 — Аферисти мимоволі — Харієт Фокс
- 2008 — Випадковий чоловік — доктор Емма Ллойд
- 2006 — Моя супер-колишня — Дженні Джонсон / Дівчисько G
- 2005 — Мій найкращий коханець — Рафі Гардет
- 2005 — Будь крутіше! — Іди Атенс
- 2004 — Вбити Білла. Фільм 2 — Беатрікс Кіддо
- 2003 — Вбити Білла. Фільм 1 — Беатрікс Кіддо

#### Моніка Беллуччі
- 2005 — Скільки ти коштуєш? — Даніела
- 2005 — Брати Грімм — Дзеркальна королева
- 2004 — Таємні агенти — Барбара / Ліза
- 2003 — Матриця: Революція — Персефона
- 2003 — Матриця: Перезавантаження — Персефона
- 2001 — Братство вовка — Сільвія

#### Кейт Бланшетт
- 2007 — Типу круті лягаві — Джанін
- 2006 — Вавилон — Сьюзан
- 1999 — Талановитий містер Ріплі — Мередіт Лог
- 1998 — Єлизавета — Єлизавета I (закадровий переклад Першого каналу)

#### Сандра Буллок
- 2005 — Міс Конгеніальність 2: Прекрасна і небезпечна — Грейсі Харт
- 2004 — Зіткнення — Джин Кебот
- 2002 — Любов з повідомленням — Люсі Келсон
- 2002 — Відлік вбивств — Кессі Мейвезер / Джессіка Марі Хадсон

#### Кім Бейсингер
- 2016 — Славні хлопці — Джудіт Каттнер
- 2013 — Забійний реванш — Саллі
- 2004 — Стільниковий — Джессіка Мартін

#### Мілла Йовович
- 2009 — Четвертий вид — Еббі Тайлер
- 2007 — Обитель зла 3 — Еліс
- 2004 — Обитель зла 2: Апокаліпсис — Еліс

#### Кетрін Зета-Джонс
- 2012 — Рок на століття — Патриція Вітмор
- 2003 — Нестерпна жорстокість — Мерилін

#### 2017 рік
- Ідеальний голос 3 — Джессіка
- Легенда про Коловрат
- Закляття. Наші дні
- Диво-жінка — генерал Антіопа (Робін Райт)

#### 2016 рік
- Франц — мати Адрієна
- Вона — Мішель (Ізабель Юппер)
- Служниця — тітка Хідеко, Джунко
- Розбірки у Манілі — місіс Уелс (Тіа Каррере)

#### 2015 рік
- Диво в Криму — Марія Устинова (Ірина Гриньова)
- По небу босоніж — мама Капели
- Вуаль — Енн
- Стажер — Фіона, масажист (Рене Руссо)
- Суфражистка — Едіт Нью (Хелена Бонем Картер)
- Забійна стрижка — інспектор Джун Робертсон (Ешлі Дженсен) (дубляж для DVD)
- Антураж — доктор Маркус (Нора Данн)
- Розлом Сан-Андреас — Емма Гейнс (Карла Гуджино)
- Еволюція — Гудули
- Дивергент, глава 2: Інсургент — Наталі Прайор (Ешлі Джад)
- Ми ще тут — Енн Саккетті (Барбара Кремптон)

#### 2014 рік
- Уроки водіння — Венді (Патріша Кларксон)
- Одержимість Майкла Кінга
- Домашнє відео: Тільки для дорослих — Каталіна Мандоліна (Джолін Блелок)
- Воно — місіс Хайт
- Некерований — Емілі (Фелісіті Хаффман)

#### 2013 рік
- Шафер 2 — Шелбі (Мелісса Де Суза)
- План втечі — Ебігейл Росс (Емі Раян)
- Мисливці на відьом — Мюріель, верховна темна відьма (Фамке Янссен)

#### 2012 рік
- Вишенька на новорічному торті
- Три балбеса — частина жіночих ролей (закадрове озвучення Першого каналу)
- Жага мандрів — Лінда (Дженніфер Еністон)
- Великий рік — Едіт (ДжоБет Вільямс), Бренда Харріс (Дайан Віст), частина жіночих ролей (закадрове озвучення Першого каналу)

#### 2010 рік
- М'ясник, кухар і мечоносець — частина жіночих ролей (закадрове озвучення Першого каналу)

#### 2009 рік
- Іоанна — жінка на папському престолі — Папесса Іоанна (Йоханна Вокалек)

#### 2008 рік
- Операція «Валькірія» — Ніна фон Штауффенберг (Керіс ван Хаутен)
- Чотири Різдва — Мерилін мати Кейт (Мері Стінберген)
- Привиди Моллі Хартлі — Доктор Амелія Емерсон (Ніна Семашко)
- Спайдервік: Хроніки — Хелен Грейс (Мері-Луїз Паркер)
- Не залишає сліду — Дженніфер Марш (Дайан Лейн)
- Блондинка і Блондинка
- Шепіт — Роксана (Сара Уейн Келліс)

#### 2007 рік
- Викуп — Джуді Райан
- Катакомби — Керолін (Pink)
- Межа 1918 — Роува Перре
- Диявол і Деніел Уебстер — Констанс Харрі (Кім Кеттролл)
- Кохання та інші катастрофи — Талулла (Кетрін Тейт)
- Ультиматум Борна — Марія Олена Кройтц (флешбэк-сцени) (Франка Потенте)
- Два світа — Дельфіна
- Мільйон на Різдво — Джуді Сандерс
- Година пік 3 — Женев'єва (Ноемі Ленуар)
- Доказ смерті — Ланна Франк
- Хто ви, містер Брукс? — детектив Трейсі Етвуд (Демі Мур)
- Три ключа — Дженніфер Петерс (Джастін Уодделл)
- Посланці — Деніз (Пенелопа Енн Міллер)
- Де Фред? — Деніс Поппник (Олександра Марія Лара)
- Королева — секретар Блера

#### 2006 рік
- Міс Поттер — Міллі Уорн (Емілі Уотсон)
- Ілюзіоніст — Герцогиня Софія фон Тешин (Джессіка Біл)
- Хороший рік — Людівін Дюфло
- Морський піхотинець — Енджела
- Пила 3 — Аманда Янг (Шоуні Сміт)
- Всередині веж-близнюків — Елейн Джентул
- Відпустка за обміном — Ханна (Сара Періш)
- Містифікація — Андреа Тейт (Хоуп Девіс)
- Побачення моєї мрії
- Плетена людина — доктор Мосс (Френсіс Конрой)
- Покинутий будинок — Мері Джонс
- Ніч живих мерців 3D — Геллі Купер
- Угода з дияволом — Евелін Денверс (Венді Крюсон)
- Алібі — детектив Брайс (Дебі Мейзар)
- Зміїний політ — стюардеса Клер Міллер (Джуліанна Маргуліс)
- Громобій — місіс Джонс (Софі Оконедо)
- Дівчина з води — Ганна Ран
- Місія нездійсненна 3 — Перекладач Девіана (Бахар Сумех)
- Дублер — Емілі (Віржіні Ледуайен)
- Дикість — Луїс

#### 2005 рік
- Лессі — Сара Керраклаф (Саманта Мортон)
- Хаос — Тедді (Джастін Уодделл)
- Еон Флакс — Інарі
- Мемуари гейші — Мамеха (Мішель Йео)
- Секс заради виживання — Дженніфер (Келлі Брук)
- Кактус — Жюстін (Еліс Тальоні)
- Пила 2 — детектив Еллісон Керрі (Діна Мейер)
- Лицарі неба — капітан Естель Кас (Еліс Тальоні)
- Хрещені батьки — Лаура (Ганна Гальена)
- Велика жратва — Серена (Ганна Феріс)
- Довірся чоловікові — Ребекка Поллак (Джуліанна Мур)
- Найпрудкіший Індіан — Сара (Тесса Мітчел)
- Дякую вам за куріння — Поллі Бейлі (Марія Белло)
- Місія «Сереніті» — Зої Эллейн Уошбурн (Джина Торрес)
- Великий рейд — Маргарет Утінскі (Конні Нільсен)
- Ключ від всіх дверей — Керолайн Елліс (Кейт Хадсон)
- Вигнані дияволом — Глорія Салліван (Прісцилла Барнс)
- Непрохані гості — Кетлін Клірі (Джейн Сеймур)
- Війна світів — Тележурналіст
- Мандерлей
- Де ховається правда
- Жорстокі люди — Ліз Ерл (Дайан Лейн)
- Кароль. Людина, яка стала Папою Римським
- Едісон — обвинувач (Рекха Шарма)
- Бугімен — Доктор Матерсон (Робін Малкольм)
- Напад на 13-ту дільницю — Айріс Феррі (Дреа де Маттео)
- Скажені стрибки — Клара Далрімпл (Уенді Мелік)

#### 2004 рік
- Блейд: Трійця — Даніка Талос (Паркер Поузі)
- Бріджит Джонс: Межі розумного
- Будинок страху — Грейс
- Космічний дозор. Епізод 1 — Фрейлейн Бора-Бора, Келлі Рейсфелд
- Перевага Борна — Марія Олена Кройтц (Франка Потенте)
- Одержимість — Ребекка (Джессіка Паре)
- Щоденник пам'яті — Енн Гамільтон (Джоан Аллен)
- Полювання на перевертня — Антонія
- Скубі-Ду 2: Монстри на волі — Хитрий Джаспер-Хаві (Алісія Сільверстоун)
- Троя — Андромаха (дружина Гектора) (Саффрон Берроуз)
- Ван Хельсинг — Анна Валеріус (Кейт Бекінсейл)
- Евіленко
- Око 2
- Забираючи життя
- Багряні ріки 2: Ангели апокаліпсису — Дружина Філіпа
- Спартанець — репортер на Гарвардській площі
- Пила: Гра на виживання — детектив Еллісон Керрі (Діна Мейер)
- А ось і Поллі — весільний координатор (Керолайн Аарон)

#### 2003 рік
- Любов за правилами і без — Зоуі (сестра Еріки) (Френсіс Макдорманд)
- Лапочка — Джина (Джой Брайант)
- Монстр — Ейлін Уорнос (Шарліз Терон)
- Відкрите море — Сьюзен Уоткінс (Бленчард Райан)
- Ельф
- Дюплекс — Джин, видавець Алекса (Свусі Керц)
- Поза часом — Алекс Діас Уітлок (Єва Мендес)
- Каллас назавжди — Марія Каллас (Фанні Ардан) (закадрове озвучення)
- 21 грам — Маріанна Джордан (Меліса Лео)
- Пожирач гріхів — Мара Сінклер (Шеннін Соссамон)
- Кароліна
- Алекс і Емма — Емма (Кейт Хадсон)
- Таємнича ріка
- Догвілль — Глорія (Харієт Андерссон)
- Розплата — Гіна (Ноемі Ленуар)
- Агент Джонні Інгліш — Лорна Кемпбелл (Наталі Імбрулія)
- Одинак
- Пункт призначення 2 — місіс Гіббонс, акушерка
- Кенгуру Джекпот — Джессі (Естелла Уоррен)

#### 2002 рік
- Гірше не буває — інтерв'юер
- Проклятий сезон — Бет Уілліямсон (Майкл Мішель)
- Морська пригода — Габріелла (Розалін Санчес)
- Ангел помсти
- Симона — Ілейн Крістіан (Кетрін Кінер)
- Кривава Мелорі — леді Валентина (Валентіна Варґас)
- Хеллоуїн: Воскресіння — Сара Мойерс (Бьянка Кайліч)
- Піаніст — Дорота (Емілія Фокс)
- Оселя зла — доктор Ліза Еддісон (Хайке Макач)
- Машина часу — Мара (Саманта Мамба)
- Ідентифікація Борна — Марія Олена Кройтц (Франка Потенте)
- Ми були солдатами
- Сходження
- Відшкодування збитків — Енні Брюер
- Країна диваків — Таня (Карлі Поуп), Гретхен (Моніка Кіна)

#### 2001 рік
- Ведмежатник — Діана (Анджела Бассетт)
- Джей і Мовчазний Боб завдають удару у відповідь — Джулс Еснер
- Щурячі перегони — клерк готелю
- Реплікант — 911-оператор
- Крокодил Данді в Лос-Анджелесі — Дівчинка Венді
- Прибульці в Америці — Амбер (Бріджітт Вілсон)
- Щоденник Бріджит Джонс — Шерон (Саллі Філліпс)
- Серцеїдки — міс Супрін (Керрі Фішер)
- Ганнібал — Аллегра Пацці (Франческа Нері)
- Енігма — Клер Роміллі (Саффрон Берроуз)
- Обіцянка

#### 2000 рік
- Чого хочуть жінки
- Сім'янин — Пола (Ембер Валлетта)
- Спостерігач — Діана (Дженні МакШейн)
- Пам'ятай — дружина Леонарда (Джорджа Фокс)
- Добийся успіху — Айсіз
- Місія нездійсненна 2
- Там, де серце — Мама Ліл (Саллі Філд)
- Плітка — детектив Келлі (Шерон Лоуренс)
- Черепа
- Кращий друг — Аннабель (Сюзанн Кралл)

#### 1999 рік
- Сестричка Бетті
- І цілого світу мало — M (Джуді Денч) (Blu-Ray), сигарниця Джульєтта да Вінчі (Марія Грація Кучінотта) (Мосфільм), Ніна (Мосфільм)
- Стигмати
- Бути Джоном Малковичем — Максін Лунд, колега Крейга (Кетрін Кінер)
- Свідок — Джоанна Іріс (Ешлі Джад)
- Моллі — Беверлі (Елізабет Мітчелл)
- Схід — Захід — дружина інваліда
- Остін Пауерс: Шпигун, який мене спокусив — Робін Глоталла
- Ноттінг-Хілл
- Корупціонер — Луїз Ден
- Вірус — Надя Виноградова
- Онєгін

#### 1998 рік
- Солдат
- Блейд — Ванесса Брукс (Сэна Латан)
- Зіткнення з безоднею — Енді Бейкер (Мері Маккормак)
- Меркурій в небезпеці

#### 1997 рік
- Обережно, двері зачиняються — Лідія
- Мишаче полювання — Леслі Рейнхарт, журналістка
- Дружина космонавта — Кетрін ами д'Анна (Россі де Пальма)
- Завтра не помре ніколи — Вей Лін, полковник Міністерства державної безпеки КНР (Мішель Йео)
- Шакал — майор Валентина Козлова (Дайан Венора); половина жіночих ролей (закадрове озвучення «AB-Video» на замовлення «Першого каналу»)
- Гра — Христина (Дебора Кара Ангер)
- Шлях в рай — Ненсі Флойд (Марша Гей Харден)
- День батька — Керрі Лоуренс (Джулія Луї-Дрейфус)
- П'ятий елемент — Діва Плавалагуна (Майвенн Ле Беско) (Дубляж кіностудії «Мосфільм» (2000 рік))
- Колонія — Кетрін Куїнн
- Достукатися до небес — тележурналіст

#### 1995 рік
- Особина — Сіл (Наташа Хенстрідж)
- Бетмен назавжди — доктор Чейс Меридіан (Ніколь Кідман), Пеппер, коханка Дволикого (Дебі Мейзар) (Варус-Відео)

#### 1994 рік
- Фатерлянд — Клара
- Конвоїри — Кеті (Мерілу Хеннер), Фло, офіціантка (Бітті Шрэм)
- Місто-острів — Доктор Семмі Хельдінг (Бренда Стронг)
- В зоні смертельної небезпеки — Джоань (Джоан Чень)

#### 1993 рік
- Справа про пеліканів (Варус-Відео)
- Руйнівник — голос у комп'ютері (Міст-Відео)
- М. Батерфляй — Жанна Галлімар (Барбара Зукова)
- Дейв — Ренді (Лора Лінні)
- Повернення немає — Енджела (Олівія д'Або) (Варус-Відео)

#### 1992 рік
- Пасажир 57 — Сабрина Рітчі (Елізабет Херлі) (Варус-Відео)

#### 1991 рік
- Джон Ф. Кеннеді. Постріли в Далласі — Джулія Енн Мерсер (Джо Андерсон)
- Капітан Гак — Мойра Беннінг (Керолайн Гудолл)
- Мис страху — Лі Боуден, дружина Сема (Джессіка Ленг)
- Діллінджер — Біллі Фрешетт (Шерілін Фенн)

#### 1990 рік
- Горець 2: Пожвавлення — Луїз Маркус (Вірджинія Медсен)
- Стан несамовитості — Кетлін Фленнері (Робін Райт)
- Морські котики — Клер Варренс (Джоан Воллі-Кілмер)
- У світі мрій і фантазій — Сьюзі (Крісті Суонсон)
- Красуня — Вівіан Уорд (Джулія Робертс)

#### 1989 рік
- Злочини і проступки — Венді Стерн (Джоанна Глісон)
- Ліцензія на вбивство — Люп Ламора (Таліса Сото), міс Маніпенні, різні ролі (дубляж для Blu-ray)
- Мертвий штиль — Рей Інграм (Ніколь Кідман)
- Вампіри Беверлі-Хіллз — Христина (Мішель Бауер)

#### 1988 рік
- Міссісіпі у вогні
- Смертельний список — Саманта Уокер (Патріша Кларксон)

#### 1986 рік
- Три аміго — Мама Санчез
- Що сталося минулої ночі — Алекс
- Кобра — Інгрід Кнудсен (Бригіта Нільсен) (Варус-Відео)

#### 1985 рік
- Ілюзія вбивства — Маріса Велез
- Ніч страху
- Вогні святого Ельма — Дейл Бибермен (Енді Макдауелл)

#### 1964—1984
- 1984 — Петля — Беріл (Женев'єва Бюжо)
- 1984 — Побачення з незнайомцем — Клер Сімпсон (Керсті Еллі)
- 1984 — Криваве посвячення
- 1983 — Завжди готові — барменша
- 1981 — Чужа земля
- 1980 — Гольф-клуб — Лейсі
- 1980 — Скажений бик — Віккі Тейлер Ламотта (Кеті Моріарті) (закадровий переклад телеканалу Культура)
- 1977 — Шпигун, який мене любив — Аня Амасова, майор КДБ / агент «Три хреста» (Барбара Бах)
- 1973 — Живи і дай померти — Розі Карвер (Глорія Хендрі) (Blu-ray), Міс Маніпенні (Лоїс Максвелл) (Blu-ray)
- 1966 — Гонитва — Ганна Рівз (Джейн Фонда)
- 1964 — Голдфінгер — Пуссі Галор (Хонор Блекман) (Blu-ray), Міс Маніпенні (Лоїс Максвелл) (Blu-ray)

### Серіали
- 2013—2015 — Демони Да Вінчі — Ванесса Москелла, Кларіче Орсіні (дубляж ТБ—3)
- 2012 — Синдбад
- 2011 — Гінденбург: Останній політ — Хелен ван Зандт
- 2010 — Сон в червоному теремі
- 2008—2010 — Коханки — Ліза
- 2006 — Лаура: Прокляття Рів'єри — Манон
- 2005 — Анатомія пристрасті — доктор Крістіна Янг (Сандра О)
- 2002 — Наполеон — графиня Марія Валевська
- 1999—2000 — Земля любові — (озвучування «Першого каналу»)
- 1998—2004 — Секс і місто — Саманта Джонс (Кім Кеттролл) (закадрове озвучення)
- 1995—1996 — Людина нізвідки — Керін Штольц, Корріна

### Мультфільми і мультсеріали
- 2007 — Нові пригоди Попелюшки — Фріда, зла мачуха
- 2004—2008 — Мультреаліті — принцеса Клара
- 2003 — Біонікл: Маска світла — Галі Нува
- 2001 — Шрек
- 1996—2003 — Лабораторія Декстера — мама Декстера
- 1995 — Камінчик і пінгвін (дубляж студії «Варус-Відео» (1995 рік))
- 1994 — Дюймовочка (дубляж студії «Варус-Відео» (1995 рік))

### Телепередачі та документальні фільми
- 2008 — Брітні Спірс. Життя за склом
- 2011 — Зіркові історії (Домашній)
- Багато док. фільмів телеканалу «Культура»
- Деякі док. фільми «Першого каналу»

### Комп'ютерні ігри
- 2009 — Dragon Age: Origins — Морріган
- 2009 — League of Legends — Анівія, Вейн, Сорака
- 2010 — James cameron's Avatar: The Game — Зв'язківець Райдер
- 2010 — R. U. S. E. — Кейт Гарнер
- 2010 — Вислизаючий світ — Шаана
- 2011 — Відьмак 2: Убивці королів — Шеала де Тансервілль
- 2011 — Duke Nukem Forever — голос з гучномовця
- 2011 — The Elder Scrolls V: Skyrim — Боетія, Мати Ночі, Гормлейт
- 2011 — Call of Juarez: The Cartel — Долорес
- 2011 — Back to the Future: The Game — Лоррейн МакФлай
- 2012 — Diablo III — Цідея
- 2013 — LEGO City Undercover — мер Глісон
- 2013 — Knack — голова
- 2013 — Tropico 5 — Вероніка Венено
- 2015 — Відьмак 3: Дикий гін — Шеала де Тансервілль
- 2016 — Tom clancy's The Division — Джессіка Кендел
- 2016 — Overwatch — Ангел
- 2016 — Total War: Warhammer — голос за кадром
- 2017 — Horizon Zero Dawn — Солай
- 2017 — Гвинт: Відьмацька карткова гра — Шеала де Тансервілль

### Аудіокниги
- 2014 — Красень (Леонард Пирагіс)[5]
- 2014 — Ангел в зеленому хітоні (Ольга Покровська)
- 2015 — Артемко (Іван Василенко)
- 2015 — Біжи, хлопче, біжи (Урі Орлев)
- 2015 — Люди Кода (Павло Амнуель)
- 2016 — Сонячний хлопчик (Святослав Сахарнов)
- 2016 — Морські казки (Святослав Сахарнов)
- Життя Чезаре Борджіа (Рафаель Сабатіні)
- Марія Федорівна (Олександр Боханов)
- Шляхи християнського життя (Антоній (митрополит Сурожський))[6]